# 世界のあこがれ〜北海道ブランド〜
『世界のあこがれ〜北海道ブランド〜』（せかいのあこがれ ほっかいどうブランド）は、2017年4月2日から放送のエフエム北海道（AIR-G'）のラジオ番組。放送時間は毎週日曜 18:30 - 18:55 （日本標準時）。

## 概要
北海道が世界へ誇る自然・まち・暮らし・ひと・地域などをピックアップ、北海道と北海道ブランドの魅力や可能性についてゲストに聞く番組。前番組のほっかいどう宝島の内容を継承している。